# Болтон (город)
Бо́лтон (англ. Bolton) — город в Великобритании, на северо-западе Англии, в графстве Большой Манчестер, административный центр метропольного района Болтон (262 400 жителей). Находится в 16 километрах к северо-западу от Манчестера.

## История

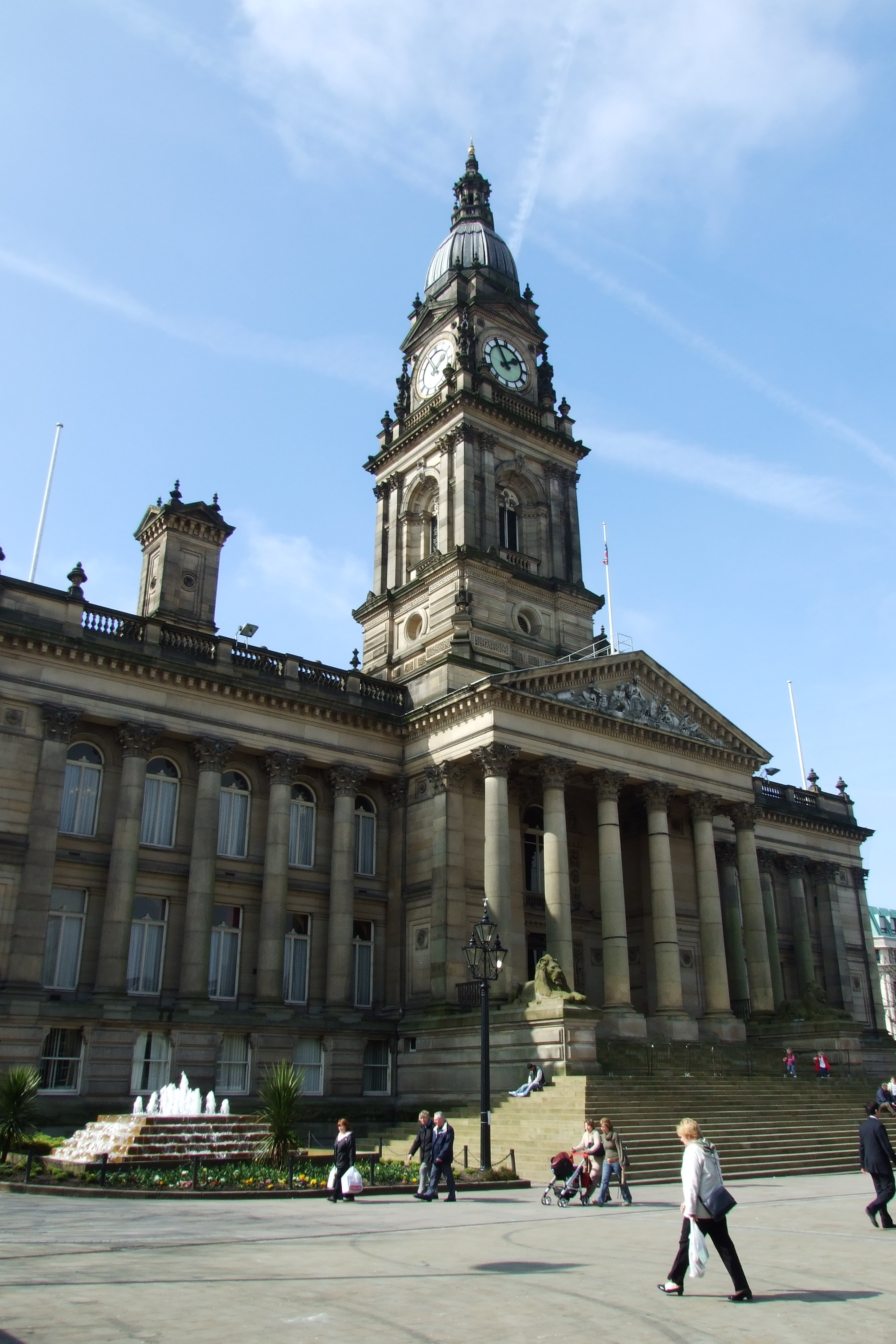
Ратуша Болтона

Город возник в болотистой местности Ланкашира, до второй половины XIX века имел статус округа и назывался Болтон-ле-Мурс. Старейший (с XIV века) центр текстильной промышленности. В 1644 году стал ареной битвы гражданской войны. Болтон занял сторону парламента, что в роялистском регионе обрекло его на гибель. Руперт Пфальцский захватил город, после чего в ходе «Болтонской резни» (англ.) было убито 1600 жителей. До Второй мировой войны город был центром текстильной промышленности. Представлен в футбольном чемпионате Англии клубом «Болтон Уондерерс», который вылетел из АПЛ по итогам сезона 2011/2012, когда не смог одолеть «Сток Сити».

## Знаменитые уроженцы
- Клакстон, Маршалл (1811—1881) — британский художник.
- Моран, Томас (1837—1926) — американский художник британского происхождения.
- Кокс, Сара (род. 1974) — журналистка.

## Города-побратимы
- Ле-Ман, Франция (1967)
- Падерборн, Германия (1975)